# 太田光信
太田 光信（おおた みつのぶ、1949年8月2日 - ）は、1990年代に数々のTV出演した気功師。数々の芸能人や格闘家などを手を触れずに投げ飛ばす太田の気功は、中国・尤氏（ゆうし）気功法の最高峰、空勁(くうけい)と呼ばれる技で、手を触れずに相手を動かす。70年代に米国に渡り拳法指導者及び中医として現地で活動し、カリフォルニア州認定鍼灸師(LAC)として約30年の治療を行い、現在、桑空会 太田気功道場の会長。尤氏気功法伝人。

## 経歴
大学時代に少林寺拳法をはじめ、1972年に少林寺拳法普及のために渡米。少林寺武道専門学校の教官と国際部部長を務めた。
拳法を続けていく中で多くの怪我を経験。いつからか「壊すことばかりでなく、せめて練習相手を治すことはできないか」と考えるようになり、鍼灸などの中医を目指すようになった。
1987年、中国で大成した拳法と表される「意拳」とい武術の創始者の直弟子である尤彭熙（ユー・ホウキ）老師と欧陽敏（オー・ヨウビン）に初めて出会い、日本人として初めて直系の弟子となる。

## 空勁(くうけい)
尤氏気功法(尤氏長寿養生功)とは、医師 尤彭熙(ユウペンシ)が近代科学の視点を持ち、1930～40年代の中国を代表する内家武術家であった王向済より学んだ意拳の内功と、チベット密教ニンマ派の高僧より学んだ身体意識訓練と瞑想を融合させて創始した健康・医療的側面を重視した人間開発法。その最高峰が空勁(くうけい)と呼ばれる触れずに相手を動かす技。突き方ひとつをとっても普通ではない衝撃で飛ばすところを見た太田は、頭からガンとショックを受けた感じと述懐。入門を決意するも、何度も入門を断られる。

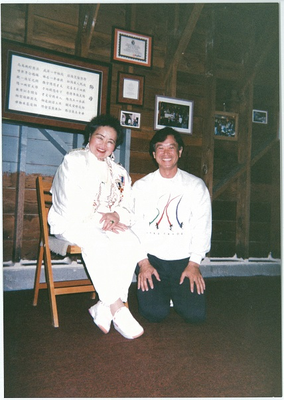
歐陽敏と太田

### 入門と修行
しかしある時、「日本に帰って人に見せたいのだろう」と尋ねられた太田は「いえ、自分は東洋医学の医者でもある。これを芸術の境地まで高め、人を治すことをしたい」と回答。そると「ふんっ」と鼻で笑われ、「ではいっぺん来い」と言われたものの、最初は何も教えてもらえず、ただ低い姿勢で立っていろと言われるだけであった。
太田が低い姿勢で立っていると、そこに氣で負荷をかけられて足がぶるぶる震えだし体がめちゃくちゃな状態になったが、それに1時間くらい耐えた時、本当の入門が許可され、その後中国人の弟子に混ざり厳しい修行が始まった。

### 欧陽敏の愛弟子に
太田は同じ道場生を友人を思っていたが、ほとんどの道場生たちが太田に対して適当に教えるだけでなく、正反対のことを教えていたことが分かった。言葉や文化の壁を越え、毎日練習に参加していた太田は、門下生たちを段々と追い抜き、頭角を表すようになった時、師母である欧陽敏は門下生たちに対し「お前たちは、こいつが日本人だから教えるなと言うが、こいつが毎日やって来て、上手くなっている以上、どうして教えずにいられようか」と諭し、欧陽敏の心情は「たとえこの凄い氣功が中国伝統の秘技であっても、才能や、本当に学ぶ気持ちのあるものには、日本人であっても、門戸を閉じることはない」といった崇高なるものであったと語っている。。太田は最終的には欧陽敏の愛弟子にまで登り詰める。

## メディア出演と「神意拳」の封印
サンフランシスコの道場で20年修行を終え、2000年代から自身の治療師としての経験を融合した「尤氏氣功整体」を創立。多くの難病を治療し実績を積み重ねてきている。日本におけるメディア出演により脚光を浴び、気功ブームの火付け役となった。
太田が広めてきた自身の気功法「神意拳」は、日本の活動を任せていた太田の弟子により悪用されてしまうトラブルが発生し、2010年にその弟子を破門し神意拳に終止符を打つ。
2015年、米国より帰国し埼玉県にて新たに活動を展開。

## 桑空会
2021年6月21日より「桑空会」として新たにスタート。尤氏気功法および瞑想法を通して、より健全で高い意識に達することを目標とするだけでなく、その医学的側面を広く世に広めるために活動を展開。尤彭熙の妻であり104歳まで生きた欧陽敏の遺志を継ぎ、日本で設立された「桑空会」の下で、太田気功道場が中核となり活動を展開。

## 沿革
1949年（昭和24年）宮城県仙台市に生まれる
1968年（昭和43年）ICU国際基督教大学入学、少林寺拳入門
1971年（昭和46年）少林寺拳法普及のため渡米
                            カリフォルニア州認定鍼灸師（LAC）となる
1987年（昭和62年）東洋医学を学んだことで欧陽敏と出会い入門、少林寺拳法5段で退門
1992年（平成4年）  修行5年で通気。「スーパーテレビ」（日本テレビ）に出演、日本帰国。
1993年（平成5年）「ダウンタウンの1億2千万人のスーパー電リク」に出演
1994年（平成6年）「超能力者　未知への旅人」（東映）映画化
1995年（平成7年）  欧陽敏の手術の際にアメリカに戻る。
2007年（平成19年）欧陽敏が104歳で他界。
2010年（平成22年）「神意拳」の悪用トラブルにより日本活動をまかせていた弟子を破門、神意拳を封印
2014年（平成26年）妻が他界
2015年（平成27年）サンフランシスコより帰国。「宝寿会」として活動を開始。
2021年（令和3年）「宝寿会」から「桑空会」に名称を変更。

## テレビ出演
- ビートたけしの「ここがへんだよ日本人」スペシャル
- ビートたけしの超常現象Ｘファイル
- 「スーパーテレビ」日本テレビ（1992年）
- ダウンタウンの1億2千万人のスーパー電リク（1993年）
- タヒチのテレビ局取材（2018年）

## 映画出演
- 超能力者 未知への旅人 - 映画.com - 1994年東映。監督:佐藤純彌

## 著書
- 武医同術　史上最高の気功法
- 気功の最高峰　空勁を求めて
- 神意拳　力を超えた武術（DVD）
- 神意拳気勁の獲得（DVD）